# Chief Justice of Ireland
Der Chief Justice of Ireland (irisch: Príomh-Bhreitheamh na hÉireann) ist der Präsident und Oberste Richter des Supreme Court, des Obersten Gerichtshofs der Republik Irland. Die förmliche Anrede ist The Hon. Mr. Justice (bzw. in Irisch A Bhreithimh Onóraigh).

## Aufgaben und Funktionen
Der Chief Justice wird jeweils durch den irischen Staatspräsidenten ernannt (Art. 35 der Verfassung). Aufgrund der Verfassung von Irland kommen dem Chief Justice eine Reihe weiterer Ämter kraft Amtes zu. So ist er unter anderem:
- möglicher Richter am High Court, dem obersten Zivil- und Strafgericht Irlands, und am Court of Appeal
- Mitglied des Staatsrates (An Chomhairle Stáit), eines Beratungsgremiums des Staatspräsidenten (Art. 31 der Verfassung),
- Mitglied der Presidential Commission (Coimisiún na hUachtaránachta), des kollektiven Vertretungsorgans des Staatspräsidenten (Art. 14 Abs. 2 der Verfassung).[1]

Daneben bestimmt er aufgrund des Referendumgesetzes von 1998 den Vorsitzenden der Referendumkommission (An Coimisiún Reifrinn).
Die Amtszeit des Chief Justice ist auf sieben Jahre oder auf das Vollenden des 70. Lebensjahres begrenzt.

## Geschichte
Unter britischer Herrschaft war der Lord Chief Justice of Ireland oberster Richter Irlands und Vorsitzender des Court of King’s Bench in Irland. Der letzte Lord Chief Justice unter britischer Herrschaft und der erste Präsident der Judikative des Irischen Freistaates bis 1924 war Thomas Molony. Sein Nachfolger Hugh Kennedy dagegen führte den Titel Chief Justice of the Irish Free State (Príomh-Bhreitheamh Shaorstát Éireann). Dieses Amt hatte auch Timothy Sullivan bis zum 29. Dezember 1937 inne, bis er als erster den Titel des Chief Justice of Ireland führte.

## Liste der Obersten Richter
Derzeitiger Chief Justice ist Donal O’Donnell. Die bisherigen Chief Justice waren:
| Name                | Amtsantritt | Amtsende  |
| ------------------- | ----------- | --------- |
| Hugh Kennedy        | 1924        | 1936      |
| Timothy Sullivan    | 1936        | 1946      |
| Conor Maguire       | 1946        | 1961      |
| Cearbhall Ó Dálaigh | 1961        | 1973      |
| William FitzGerald  | 1973        | 1974      |
| Thomas F. O’Higgins | 1974        | 1985      |
| Thomas Finlay       | 1985        | 1994      |
| Liam Hamilton       | 1994        | 2000      |
| Ronan Keane         | 2000        | 2004      |
| John L. Murray      | 2004        | 2011      |
| Susan Denham        | 2011        | 2017      |
| Frank Clarke        | 2017        | 2021      |
| Donal O’Donnell     | 2021        | amtierend |

(Anmerkungen zur Liste: Der erste Präsident der Judikative des Irischen Freistaates war Thomas Molony, der allerdings oben nicht aufgeführt ist und der der letzte Lord Chief Justice of Ireland war. Molony verblieb in diesem Amt bis Mai 1924. Auch Hugh Kennedy war nicht Chief Justice of Ireland, sondern Chief Justice of the Irish Free State (Príomh-Bhreitheamh Shaorstát Éireann). Dieses Amt hatte auch Timothy Sullivan bis zum 29. Dezember 1937 inne, bis er schließlich am 1. Januar 1938 aufgrund der neuen Verfassung zum ersten Chief Justice of Ireland wurde (Art. 34 Abs. 4 S. 2 der Verfassung).)